# Sharif Atkins
Sharif Atkins, född 29 januari 1975, i Pittsburgh, Pennsylvania, är en amerikansk skådespelare.

## Filmografi, i urval
- 1999 – Light It Up
- 2001–2006 – Cityakuten (TV-serie) (60 avsnitt)
- 2004 – Hawaii (TV-serie) (åtta avsnitt)
- 2009 – White Collar